# Zwetan Jontschew
Zwetan Borislawow Jontschew (bulgarisch Цветан Бориславов Йончев, englisch Tsvetan Borislavov Yonchev; * 15. Februar 1956 in Wraza) ist ein ehemaliger bulgarischer Fußballspieler.

## Karriere

### Vereine
Jontschew spielte in seiner Jugend für den in seinem Geburtsort ansässigen Verein FC Botew Wraza und rückte 17-jährig in deren Erste Mannschaft auf. Von 1973 bis 1975 gehörte er dem Verein in der A Grupa, der seinerzeit höchsten Spielklasse im bulgarischen Fußball, an. Zur Saison 1975/76 wurde er vom Ligakonkurrenten und amtierenden Meister ZSKA Sofia verpflichtet, mit dem er bei der Titelverteidigung seine erste Meisterschaft gewann. Sein Debüt gab er am 8. August 1975 (1. Spieltag) bei der 2:3-Niederlage im Heimspiel gegen seinen ehemaligen Verein FC Botew Wraza. Sein erstes Tor erzielte Jontschew am 6. September 1975 (4. Spieltag) beim 2:0-Sieg im Auswärtsspiel gegen Lokomotive Sofia mit dem Treffer zum Endstand in der 68. Minute. Während seiner Zugehörigkeit bis Saisonende 1983/84 gewann er mit seiner Mannschaft viermal in Folge die Meisterschaft und einmal den nationalen Vereinspokal, der mit einem 4:0-Sieg über Spartak Warna im Jahr 1983 errungen wurde. Insgesamt bestritt er 239 Punktspiele, in denen er 54 Tore erzielte. Auf europäischer Vereinsebene kam er auch von 1977/78 bis 1979/80 in fünf Spielen des UEFA-Pokal-Wettbewerbs zum Einsatz, wie auch 24 Mal im Wettbewerb um den Europapokal der Landesmeister, in dem er elf Tore erzielte. Am weitesten kam Jontschew mit ZSKA Sofia 1981/82, bevor ihn und seine Mannschaft das Aus gegen den FC Bayern München im Halbfinale ereilte. Mit seinen zwei Toren beim 4:3-Sieg im Hinspiel am 7. April 1982 im heimischen Stadion hielt er das Rückspiel am 24. April 1982 und die Hoffnung auf ein Weiterkommen aufrecht, bevor Paul Breitner und Karl-Heinz Rummenigge mit jeweils zwei Toren und dem 4:0-Sieg diese zerstreute.
Von 1984 bis 1986 spielte Jontschew für den Liga- und Stadtrivalen Slawia Sofia, bevor er – nach Rasgrad gelangt – für den dort ansässigen Zweitligisten Ludogorez Rasgrad von 1986 bis 1988 ebenfalls zwei Saisons bestritt. Anschließend begab er sich ins Ausland, in dem er von 1988 bis 1990 für zwei Vereine jeweils eine Saison lang aktiv war. Im portugiesischen Felgueiras spielte er für den dort ansässigen FC Felgueiras in der Segunda Divisão und danach im griechischen Karditsa für den dort beheimateten Drittligisten Anagennisi Karditsa. Seine Spielerkarriere ließ Jontschew mit der Hinrunde der Saison 1990/91 bei Ludogorez Rasgrad ausklingen.

### Nationalmannschaft
Jontschew debütierte als Nationalspieler für die U21-Nationalmannschaft, die am 23. März 1978 in Kopenhagen das Viertelfinalhinspiel der Finalrunde um die Europameisterschaft 1978 mit 1:4 gegen die U21-Nationalmannschaft Dänemarks verlor.
Jontschew bestritt in einem Zeitraum von vier Jahren 22 Länderspiele für die A-Nationalmannschaft. Er debütierte am 7. Februar 1979 in Dupniza beim 1:1-Unentschieden gegen die B-Nationalmannschaft Rumäniens. Es war das erste von insgesamt 16 Länderspielen, die in Freundschaft ausgetragen wurden. Des Weiteren kam er in jeweils drei WM- und EM-Qualifikationsspielen zum Einsatz. Sein erstes von fünf Toren erzielte er am 3. Dezember 1980 in Sofia bei der 1:3-Niederlage gegen die Nationalmannschaft Deutschlands mit dem Treffer zum Endstand in der 66. Minute im dritten Spiel der WM-Qualifikationsgruppe 1.

## Erfolge
- Halbfinalist Europapokal der Landesmeister 1982
- Bulgarischer Meister 1976, 1980, 1981, 1982, 1983
- Bulgarischer Pokal-Sieger 1983